# Erik Tulindberg

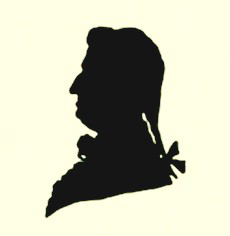
Erik Tulindberg

Erik Tulindberg (* 22. Februar 1761 in Vähäkyrö, Westfinnland; † 1. September 1814 in Turku) war ein finnischer Komponist und Violinist klassischer Musik.

## Leben
Erik Tulindberg, der Sohn eines Landmessers, studierte von 1776 bis 1782 Violine, Violoncello und Komposition an der Musikakademie Turku, bei deren Direktor Carl Peter Lenning (1711–1788), ab 1784 arbeitete er als Staatsangestellter in der Finanzverwaltung von Oulu, hier heiratete er 1787 Margareta Christina Nylander, sie war die Tochter des Hofberaters, Reders und Industriellen Johan Mattsson Nylander (1742–1810), einem der reichsten Einwohner der Region. 1797 wurde Tulindberg als Mitglied in die Königlich Schwedische Musikakademie berufen. Ab 1809, als seine Heimat von Russland als Großfürstentum Finnland annektiert wurde, war Tulindberg in Turku tätig, wo er zunächst in der städtischen Finanzverwaltung und später als Provinzkämmerer tätig.  Tulindberg wurde als Mitglied des Obersten Rates des Großherzogtums und als Vorsitzender der Finanzkommission berufen.

## Wirken
Als Kompositionen überliefert sind ein Violinkonzert in B-Dur und sechs Streichquartette, die höchstwahrscheinlich aus seiner Studienzeit vor 1784 stammen. Seine Werke wurden erst über hundert Jahre nach seinem Tod in der Bibliothek der Universität wiederentdeckt. Musikalisch lehnt sich Tulindberg in seinem Violinkonzert an den jungen Wolfgang Amadeus Mozart, Joseph Haydn und die Mannheimer Schule an, in den Streichquartetten ist Haydns Einfluss besonders deutlich, dessen Streichquartette Op. 9 sich in Tulindbergs nachgelassener eigener Notensammlung fanden.
Das Violinkonzert Tulindsbergs wurde erstmals 1946 eingespielt, ein weiteres Mal 2001 wurde es mit der Barockgeigerin Kreeta-Maria Kentala, und dem Barockensemble Sixth Floor Orchestra eingespielt.